# Ес-Саура
Ес-Саура́ або Саура  (араб. الثورة) — місто на півночі Сирії, розташоване на території мухафази Ракка. Друге за чисельністю населення місто мухафази.

## Географія
Місто розташоване в південно-західній частині мухафази, на березі водосховища Аль-Ассад. Абсолютна висота — 328 метрів над рівнем моря.
Ес-Саура розташована на відстані приблизно 40 кілометрів на захід-північний захід (WSW) від Ракки, адміністративного центру провінції і на відстані 325 кілометрів на північний північний схід (NNE) від Дамаска, столиці країни.

## Демографія
За даними останнього офіційного перепису 1981 року, населення становило 44 782 особи.
Динаміка чисельності населення міста за роками:
| 1981   | 1988  | 2003  | 2012   |
| ------ | ----- | ----- | ------ |
| 44 782 | 58151 | 84000 | 101949 |

## Транспорт
Через місто проходить залізнична магістраль Алеппо — Ракка. За 5 кілометрів на південь від міста розташований невеликий аеропорт.